# 19306 Voves
19306 Voves este un asteroid din centura principală de asteroizi.

## Descriere
19306 Voves este un asteroid din centura principală de asteroizi. A fost descoperit pe 12 octombrie 1996 la observatorul astronomic Santa Lucia din Stroncone. Asteroidul prezintă o orbită caracterizată de o semiaxă mare de 2,36 ua, o excentricitate de 0,17 și o înclinație de 1,5° în raport cu ecliptica.